# Salge Hansdah
Salge Hansdah ist eine indische Autorin, die 2021 mit ihrem Debütroman Janam Dishom Ujarog Kana (dt. Das Mutterland verschwindet) den Yuva-Puraskar-Preis für die Sprache Santali der Sahitya Akademi gewann.

## Leben und Werk
Salge Hansdah stammt aus Barigarah, einem Dorf in der Peripherie von Jamshedpur. Ihr autobiografisch inspirierter Roman Janam Dishom Ujarog Kana (dt. Das Mutterland verschwindet) erzählt von dem Vordringen der Stadt in ein solch kleines Dorf und von den Gefühlen der Dorfbewohner dabei.
Salge Hansdah wuchs als Tochter eines Landwirts aus der marginalisierten Gruppe der Santal auf. Während ihr Vater nur wenig lesen und schreiben kann, schloss ihre Mutter die Mittelschule erfolgreich ab und las ihren Kindern (Salge Handsdah ist das jüngste von sechs Kindern) Geschichten vor. Dies weckte das Interesse Salge Handsahs an der Literatur ihrer Muttersprache. Salge Hansdah studierte von 2011 bis 2013 am Ghatshila College, von dem sie einen Masterabschluss erhielt. Sie arbeitet als Assistant Professor und Lehrerin für die Sprache Santali in einem College in Chakulia. Daneben schreibt sie für Literaturzeitschriften in dieser Sprache.

## Veröffentlichungen
- Janam Dishom Ujarog Kana (The motherland disappears). Roman. Dabanki Press of Jamshedpur, 2021.